# Юрты-Константиновы
Юрты-Константиновы (тат. Тумаел) — деревня Ленинского сельского поселения Яшкинского района Кемеровской области.

## География
Расположена в лесистой местности в Нижнем Притомье, в правобережье Томи на крайнем северо-западе области. Находится в 36 км к северо-западу от Яшкино, в 105 км от Кемерово, в 45 км к югу от Томска и в 5 км от границы с Томской областью.

## Население
| 2010 |
| ---- |
| 103  |

Национальный состав: татары — 58,6 %, русские — 41,4 %.
50 человек

## Современное состояние
В деревне работает сельский клуб.
Функционирует единственный в мире музей калмацкой культуры.
Через деревню идут самодеятельные туристские маршруты от музея-заповедника «Томская писаница» и Иткаринского водопада в направлении Томска.
Здание медресе (двухэтажный дом, кон. 18 в. — нач. 19 в.), существовала мечеть (постр. в 1904 г.) и колхоз «Кызыл Шарык» (тат. «Красный Восток»).

## История
Кочевые племена калмаков, как гласит местная легенда, переправили весь свой скот из степей Обь-Томского междуречья на правый берег Томи и ушли от набегов под защиту глухой тайги и Сосновского острога. Более 400 лет назад предки калмаков, возглавляемые князем Иркой Уделековым и братьями Кожановыми, прибыли сюда из Приобских степей. В то время здесь уже жили так называемые служилые татары, которые охраняли Томск и проезжающие мимо посольства от набегов кочевых племён с юга. По легенде, увидев этот богатый край, предки калмаков сказали так: «Безге монда калмак кирек», что означает: «Нам здесь остаться нужно». Здесь кочевники перемешались с сибирскими и казанскими татарами. И начался род калмаков. Позже сюда переселились выходцы из Средней Азии («бухарцы») и Кавказа («черкесы»).
Считается, что калмаки стали мусульманами под влиянием проповедников Садыковых.